# 高木美恵
髙木 美恵（たかき みえ、1980年2月16日 - ）は、埼玉県出身の元バスケットボール選手である。ポジションはセンター。185cm。ニックネームは「タカ」。

## 人物
東亜学園高校卒業後、先輩大山妙子属するジャパンエナジーに入社。徳島で開催された1998年アジアジュニア選手権に出場する日本代表に選出されるが、Jエナジーでは出場機会に恵まれず。
2000年W1リーグ、荏原製作所に移籍。チームの主力として活躍を見せる。
2008-2009シーズンはアシスタントコーチ専任となり、2009-2010シーズンに兼任として選手復帰する。
2010年引退。
引退時、WJBLで山田久美子に次いで2番目の長身であった。

## 経歴
- 東亜学園高 - ジャパンエナジー（1998〜2000） - 荏原（2000〜2010）

## 日本代表歴
- 1998アジアジュニア選手権